# Juan Rodríguez (escultor)
Juan Rodríguez fue un escultor español de estilo renacentista discípulo y seguidor de Vasco de la Zarza y el máximo representante de la escuela de Ávila. Murió en esta ciudad en 1544 habiendo redactado su testamento el 2 de junio de 1543. Entre 1522 y 1539 se asocia con Lucas Giraldo.

## Obra escultórica

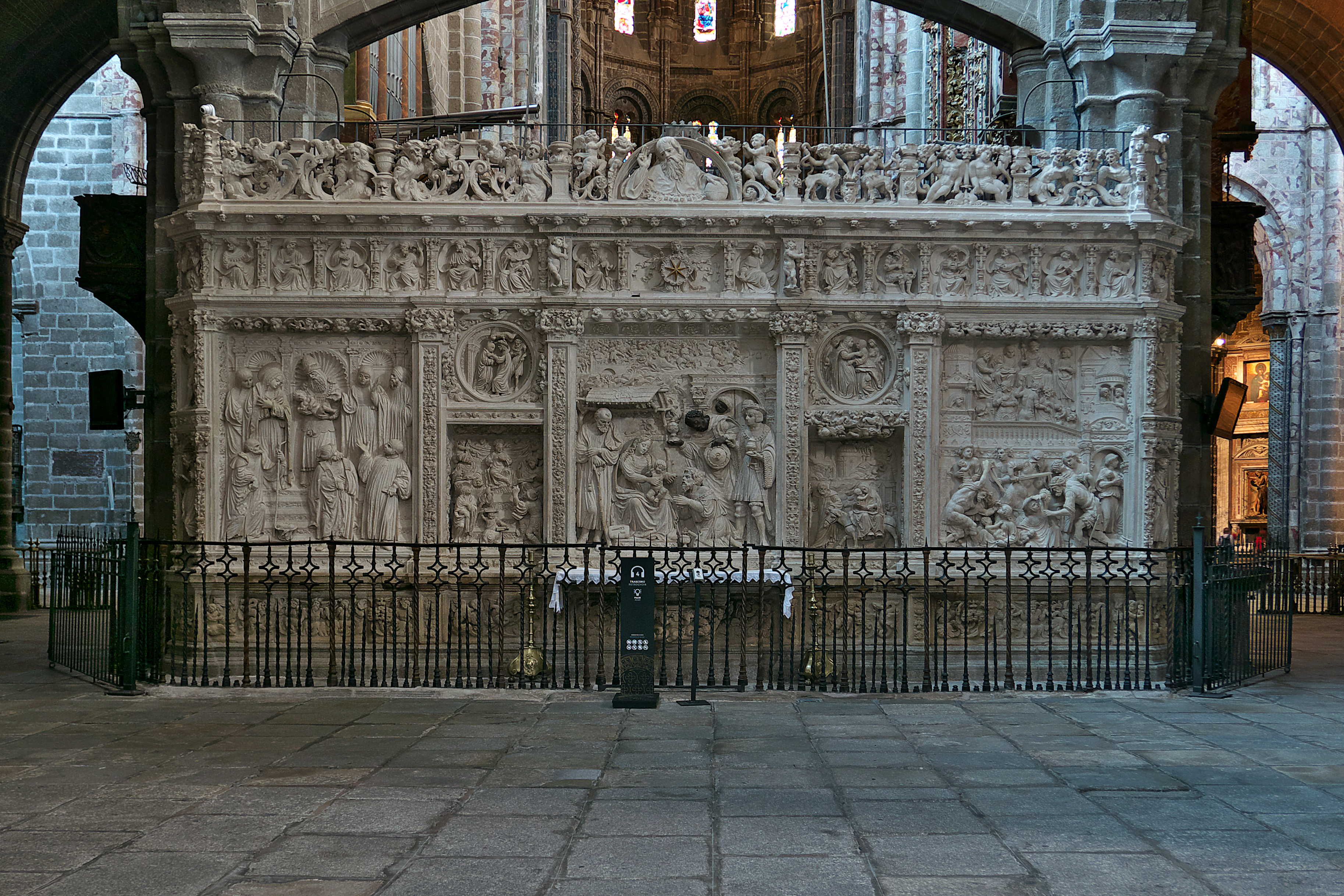
Trascoro de la catedral de Ávila

Su obra maestra fue el retablo de la iglesia del monasterio de El Parral de Segovia (1528), modelado con profusión de elementos plateresco-renacentistas. Fue contratado en 1528. Se trata de un retablo gigantesco que llega a alcanzar la altura de las bóvedas, en el que se reparten escenas bíblicas, columnas, frisos, y gran profusión de ornamentos cubriendo materialmente toda la superficie.
Las otras obras de encargo para esta iglesia fueron los sepulcros de los fundadores y patronos de la capilla mayor: El sepulcro de Juan Fernández Pacheco (marqués de Villena) y el sepulcro de María de Portocarrero (su esposa).
Lo mismo que ocurre con el retablo, estas obras están profusamente decoradas; son sepulcros en arcosolio, con las estatuas de los fundadores arrodilladas, labradas las paredes del fondo con los temas del Llanto sobre Cristo muerto y la Piedad. Abundan las cabezas de angelitos, representaciones de monjes y santos, veneras, columnas, balaustres, escudos, hojarasca y molduras. El costo de estas obras ascendió a 400 000 maravedíes. Colaboraron con el artista en la obra del retablo su cuñado Blas Hernández y el entallador Jerónimo Pellicer.
Trabajó también en el retablo mayor de la catedral de Segovia en 1528  y en la catedral de Ávila, en este caso junto con Lucas Giraldo y Vasco de la Zarza en el altar de Santa Catalina (1529). Es una obra de influencia claramente italiana, de estatuaria muy refinada. En esta misma catedral labró algunos relieves del trascoro (en 1544), siendo excepcional el panel de los Reyes Magos; un año antes, en 1533 trabajó en la sillería del coro junto con Giraldo y ayudados por el ensamblador Corniellis de Holanda.
Otro retablo en el que participa Juan Rodríguez es el de Flores de Ávila iniciado entre 1526 y 1527.
En Medina del Campo trabajó en el retablo de San Antolín (1540) en colaboración con Pedro de Salamanca, en la imagen del obispo Juan Ruiz de Medina.